# Lévignac
Lévignac település Franciaországban, Haute-Garonne megyében. Lakosainak száma 2206 fő (2022. január 1.). Lévignac Saint-Paul-sur-Save, Lasserre-Pradère, Le Castéra, Menville, Montaigut-sur-Save, Pibrac, Mondonville és Daux községekkel határos.

## Népesség
A település népességének változása:
| Lakosok száma | 748  | 1080 | 1400 | 1885 | 1977 | 2022 | 2113 | 2139 | 2206 | 2206 |
|               | 1968 | 1982 | 1990 | 2006 | 2013 | 2015 | 2017 | 2019 | 2020 | 2022 |